# Gradsko vijeće, Ljubljana
Zgrada Gradske vijećnice nalazi se na Krekovom trgu u Ljubljani. Danas su u njoj Lutkovno i Šentjakobsko kazalište.

## Povijest
Na mjestu zakopanog obrambenog rova pred nekadašnjim franjevačkim (tj. samostanskim ili kloštarskim) gradskim vratima je godine 1816. nastalo mjesto, na kojem je gradska vlast uredila sajmište. Novonastali trg nazvali su Sajamski trg. Ime su mijenjali kako se mijenjala vlast. Tako se između 1876. i 1918. zvao trg Cesarja Jožefa, zatim između 1918. i 1919. trg kralja Petra, zatim Krekov trg, čije je ime zadržao do danas. Okolicu trga postupno su ozidali.
U podnožju gradskog puta, na južnoj strani trga postavili su Gradsku vijećnicu. Na inicijativu gradonačelnika Ivana Hribara 1897. godine izveli su javni natječaj za pridobivanje projekata. Odaziv arhitekata bio je velik, naročito iz Praga, Pariza, Beča i Hamburga. Za arhitekte su bili izabrani braća Mavrinij i Carol Hinträger, koji su do proljeća 1898. izradili glavni nacrt. Zbog previsoke cijene projekt je kasnije izradio ljubljanski gradski arhitekt Ciril Metod Koch (1867. – 1925.). Zbog predviđenih korisnika, Koch je morao malo promijeniti nacrt. Zgradu su počeli graditi 18. srpnja 1898. Nakon što su odstranili prostore za pralje, na padini gradskog brda pokrenuo se odron zemlje koji je zasuo dio novih temelja. Morali su sagraditi visoki kameni zaštitni zid, zbog kojeg je investicija prilično poskupjela. Gradska vijećnica je bila dovršena 30. rujna 1899., službeno otvorenje je bilo nekoliko dana prije, 8. rujna. Radove je izvršilo poduzeće Faleschini & Schuppler.
U novoj zgradi najviše je prostora namijenjeno dobrovoljnom vatrogasnom društvu. U prizemlju su bile prostorije za pohranu vatrogasnih kola, a na katu stanovi za vatrogasce i gradske stražare. Na glavnom pročelju se nalazilo pet velikih polukružno sklopljenih vratnih otvora. U zgradi je također imala prostor i spasilačka stanica, policijska stražarnica, vojarna za stražu te uprava gradskog vodovoda i elektrane. Zbog takvog sadržaja je zgrada dobila ime Gradska vijećnica.
Na prvom katu je bila velika dvorana s pozornicom, namijenjena za razne organizacije. U njoj su održavali izborne skupove, zabave, sastanke, izložbe i zasjedanja povjerenskih komisija.

## Arhitektura
Zgrada je približno kvadratnog tlocrta i ima oblik gradske palače s reprezentativno oblikovanom prednjom fasadom. Vanjski dio ima neorenesansne elemente i istaknut je krovnim tornjem u središnjoj osi glavne fasade. Pri oblikovanju unutrašnjosti, najviše pozornosti bilo je namijenjeno dvorani koja je dobila neoklasicističko pilastrsko raščlanjenje stijena. Dvorana je bila već od početka namijenjena također za organiziranje kazališnih predstava.
Zgrada je u više navrata preuređivana, posebno unutrašnjost, a u vanjskom dijelu nestala su dva vitka obeliska u obliku piramide, koji su se nalazili pokraj krovnog tornja, koji se prvotno koristio za vatrogasnu promatračnicu. Unatoč različitim rekonstrukcijama, osnovne karakteristike zgrade s kraja 19. stoljeća sačuvane su do današnjih dana.
U periodu između 1983. i 1984. godine zgrada je temeljito obnovljena i od tada je bila namijenjena samo za kazališne aktivnosti. Godine 1987. uredili su za potrebe lutkovnog kazališta lutaka dodatne prostorije u potkrovlju te su uredili lutkovni muzej, prvi takve vrste u Sloveniji. U potkrovnom dijelu tornja su tada namijestili i sat s lutkama Martina Krpana i skakavce, koji se javljaju svaka tri sata.